# Ixora pubescens
Ixora pubescens är en måreväxtart som beskrevs av Carl Ludwig von Willdenow, Schult. och Julius Hermann Schultes. Ixora pubescens ingår i släktet Ixora och familjen måreväxter. Inga underarter finns listade i Catalogue of Life.